# Commelina sikkimensis
Commelina sikkimensis är en himmelsblomsväxtart som beskrevs av Charles Baron Clarke. Commelina sikkimensis ingår i släktet himmelsblommor, och familjen himmelsblomsväxter. Inga underarter finns listade.